# トリアムシノロン

トリアムシノロンアセトニドの構造式

トリアムシノロン(Triamcinolone)は長時間作用型の合成コルチコステロイド（ステロイド剤）の一種。錠剤、注射剤、塗布剤、口腔用貼付剤の形で投与される。ステロイド外用薬では日本の格付けで5段階中2のミディアム、商品名レダコート。多くの場合ステロイド核D環の2つの水酸基にアセトンを付加したアセトニドが用いられる。海外ではベネトニド、ヘキサセトニド、フレトニド、ジアセタート等の誘導体も利用される。持続的な効果が要求される場合には注射薬として使用されることが多い。これには副腎不全などで副腎が十分なステロイドを生産できない患者の補充療法や、ある種の病状において炎症を和らげる場合などが相当する。
トリアムシノロンのようなコルチコステロイドは、免疫系において重要な役割を果たすある種の化学物質の放出を阻害するよう細胞に作用し、炎症を和らげる。すなわち、それらの化学物質は通常炎症の原因となる免疫反応やアレルギー反応の生起に関与するので、特定の部位におけるそのような化学物質の放出を減少させることによって炎症が和らげられる。この効果は広範な病態、特に重い炎症の制御に役立つ。過剰なアレルギー反応、気管支喘息による肺の炎症、関節炎などが例として挙げられる。普通の治療法では効果のない花粉症の患者に対し、単一用量の注射が行われることもあり、これによって花粉症の症状が全体的に緩和されることがある。また関節炎などの症状に対しては、患部に直接注射することによって炎症と痛みを和らげ、関節を動かしやすくすることができる場合もある。
トリアムシノロンは血液中の白血球の数を減少させる効果もあるとされる。これは白血球が異常に多く作られてしまう型の白血病の治療に有効である。また、免疫系が自らの体の組織を攻撃してしまう自己免疫疾患の治療にも用いられる。
トリアムシノロンを使用する際には、体内で自然に作り出されているコルチコステロイドよりもはるかに大きな量が投与される。このため、通常のコルチコステロイドの作用が助長され、副作用となって表れることがある。

## 外用薬
ステロイド外用薬として使われ、日本での格付けで5段階中2のミディアムの医薬品がある。外用薬では吸収率の高い部位、頬、頭、首、陰部では長期連用しないよう注意し、顔への使用はミディアム以下が推奨される。病変の悪化あるいは変化なしでは中止する必要がある。外用薬について全米皮膚炎学会によれば、ステロイド外用薬離脱の危険性を医師と患者は知っておきべきで、効力に関わらず2-4週間以上は使用すべきではない。

## 禁忌
筋・関節腔・皮下注射剤（アセトニド）
- 感染症のある関節腔内、滑液嚢内、腱鞘内、腱周囲
- 動揺関節の関節腔内

硝子体内注射剤（アセトニド）
- 眼または眼周囲に感染またはその疑いのある患者

軟膏
- 皮膚結核、単純疱疹、水痘、帯状疱疹、種痘疹

- 鼓膜に穿孔のある湿疹性外耳道炎
- 潰瘍（ベーチェット病は除く）、第2度深在性以上の熱傷・凍傷

上記のほか、製剤成分に過敏症のある患者にはそれぞれの製剤は使用できない。

## 重大な副作用
- 錠剤：誘発感染症、感染症の増悪、続発性副腎皮質機能不全、糖尿病、消化性潰瘍、膵炎、精神変調、うつ状態、痙攣、骨粗鬆症、大腿骨および上腕骨等の骨頭無菌性壊死、ミオパチー、緑内障、後嚢白内障、血栓症[3]
- 筋・関節腔・皮下注射剤（アセトニド）：誘発感染症、感染症の増悪、続発性副腎皮質機能不全、糖尿病、消化性潰瘍、膵炎、精神変調、うつ状態、痙攣、骨粗鬆症、大腿骨および上腕骨等の骨頭無菌性壊死、ミオパチー、緑内障、後嚢白内障、血栓症、ショック、アナフィラキシー、喘息発作増悪、失明、視力障害、腱断裂[4][5]
- 硝子体内注射剤（アセトニド）：白内障、眼圧上昇、眼内炎[6]
- 軟膏（アセトニド）：後嚢白内障、緑内障[7]（眼瞼皮膚塗布時）
- 口腔内軟膏・貼付剤（アセトニド）：（該当無し）[8][9]